# Reinpolz
Reinpolz ist eine Ortschaft und eine Katastralgemeinde der Marktgemeinde Großdietmanns im Bezirk Gmünd in Niederösterreich mit 47 Einwohnern (Stand 1. Jänner 2024).

## Geografie
Das ganz im Nordwesten des Gemeindegebietes gelegene Dorf grenzt an Tschechien, wo die Grenze über den Lagerberg (685 m ü. A.) verläuft. Der Ort selbst ist leicht nach Süden exponiert und entwässert über den Lembach in die Lainsitz.
Am 1. April 2020 umfasste die Ortschaft 24 Adressen.

## Geschichte
Die Ortsgründung kann im 13. Jahrhundert angenommen werden. Das kleine Gut Reinpolz (später auch Schrottenhof genannt) war manchmal Zinslehen und manchmal freier Edelsitz, was immer wieder zu Spannungen führte. 1418 war die Frauenbruderschaft in Weitra an mehreren Lehen und Hofstätten mit dem Drittelzehent belehnt. der im Gut Reinpolz ansässige Georg Reinwolt zum Reinwoltz war 1523 Burggraf der Herrschaft Oberrußbach; nach seinem Tod ging das Anwesen an seine Tochter Christina und ihren Gatten Hans Christoph Schrotten von Khimberg über. 1581 gelangte der Schrottenhof an Katharina von Sonderndorf.
Im Jahr 1822 wurde der Ort als Dorf mit 21 Häusern genannt, das nach Höhenberg eingepfarrt war, wohin auch die Kinder eingeschult wurden. Die Herrschaft Weitra besaß die Ortsobrigkeit, übte die Landgerichtsbarkeit aus, besorgte die Konskription und hatte die Grundherrschaft inne. 1850 vereinigte sich das Dorf mit der Gemeinde Höhenberg. Laut Adressbuch von Österreich waren im Jahr 1938 in Reinpolz ein Gastwirt und mehrere Landwirte mit Direktvertrieb ansässig.

## Siedlungsentwicklung
Zum Jahreswechsel 1979/1980 befanden sich in der Katastralgemeinde Reinpolz insgesamt 32 Bauflächen mit 15.499 m² und 56 Gärten auf 27.770 m², auch 1989/1990 waren es 32 Bauflächen. 1999/2000 war die Zahl der Bauflächen auf 125 angewachsen und 2009/2010 bestanden 59 Gebäude auf 122 Bauflächen.

## Land- und Forstwirtschaft
Die Katastralgemeinde ist überwiegend landwirtschaftlich geprägt. 197 Hektar wurden zum Jahreswechsel 1979/1980 landwirtschaftlich genutzt und 117 Hektar waren forstwirtschaftlich geführte Waldflächen. 1999/2000 wurde auf 192 Hektar Landwirtschaft betrieben und 121 Hektar waren als forstwirtschaftlich genutzte Flächen ausgewiesen. Ende 2018 waren 180 Hektar als landwirtschaftliche Flächen genutzt und Forstwirtschaft wurde auf 1,25 Hektar betrieben. Die durchschnittliche Bodenklimazahl von Reinpolz beträgt 16,7 (Stand 2010).